# Municipio de Dry Wells
El municipio de Dry Wells (en inglés: Dry Wells Township) es un municipio ubicado en el  condado de Nash en el estado estadounidense de Carolina del Norte. En el año 2010 tenía una población de 3.702 habitantes.

## Geografía
El municipio de Dry Wells se encuentra ubicado en las coordenadas 35°48′6.56″N 78°12′18.98″O / 35.8018222, -78.2052722.